# ИАР CV-11
ИАР CV-11 (рум. IAR CV-11) је румунски ловачки авион који је производила фирма Индустрија аеро-наутика романа (рум. Industria Aeronautică Română - IAR). Први лет авиона је извршен 1930. године. 

Ово је био први оригинални дизајн румунске фирме ИАР. Направљен је само један прототип, који је изгубљен у удесу.
Највећа брзина авиона при хоризонталном лету је износила 329 km/h.
Практична највећа висина током лета је износила 9000 метара а брзина успињања 588 метара у минути. Распон крила авиона је био 11,5 метара, а дужина трупа 6,98 метара. Празан авион је имао масу од 1100 килограма. Нормална полетна маса износила је око 1510 килограма. Био је наоружан са два митраљеза калибра 7,7 милиметара Викерс.

## Наоружање
| Наоружање авиона: Индустрија аеронаутика романа |     |
| Ватрено (стрељачко) наоружање                   |     |
| Топ                                             |     |
| Митраљез                                        |     |
| Број и ознака митраљеза                         | 2   |
| Калибар                                         | 7,7 |
| Бомбардерско наоружање (бомбе)                  |     |
| Ракетно наоружање (ракете)                      |     |